# Бурж
 Тази статия е за града във Франция.  За окръга вижте Бурж (окръг).  
Бурж е град във Франция. Населението му е 65 555 жители (по данни от 1 януари 2016 г.), а площта 68,74 кв. км. Френската художничка Берта Моризо е родена в града.

## Забележителности
В Бурж са съхранени много забележителни паметници на средновековното изкуство. Буржката катедрала Св. Стефан е един от чистите образци на готическия стил, построена в XIII век само за половин век, което за онези времена е много къс срок. Витражите на катедралата са едни от най-добре съхранените и качествено изпълнени. В криптата се намира гробницата на херцозите дьо Бери. През 1992 г. Буржка катедрала е обявена паметник на световното културно и природно наследство на ЮНЕСКО.
Съхранен е дворецът на архиепископа, сградата на префектурата, кметството, две стражеви кули от римски произход и двореца на Жак Кьор – един от най-блестящите паметници на средновековното гражданско строителство в Европа.
- Буржка катедрала
- двореца на Жак Кьор

## Население
- 1793 година – 15 964 жители
- 1800 – 16 330
- 1806 – 17 552
- 1821 – 18 910
- 1831 – 19 730
- 1836 – 25 324
- 1841 – 22 826
- 1846 – 24 799
- 1851 – 25 037
- 1856 – 26 799
- 1861 – 28 064
- 1866 – 30 119
- 1872 – 31 312
- 1876 – 35 785
- 1881 – 40 217
- 1886 – 42 829
- 1891 – 45 342
- 1896 – 43 587
- 1901 – 46 551
- 1906 – 44 133
- 1911 – 45 735
- 1921 – 45 942
- 1926 – 44 245
- 1931 – 45 067
- 1936 – 49 263
- 1946 – 51 040
- 1954 – 53 879
- 1962 – 60 632
- 1968 – 70 814
- 1975 – 77 300
- 1982 – 76 432
- 1990 – 75 609
- 1999 – 72 434
- 2008 – 68 980
- 2016 година – 65 555 жители